# Orsotriaena moira
Orsotriaena moira är en fjärilsart som beskrevs av Waterhouse och Charles Lyell 1914. Orsotriaena moira ingår i släktet Orsotriaena och familjen praktfjärilar. Inga underarter finns listade i Catalogue of Life.